# Saint-Drézéry
Saint-Drézéry este o comună în departamentul Hérault din sudul Franței. În 2009 avea o populație de 2.137 de locuitori.

## Evoluția populației
| An        | 1975 | 1982  | 1990  | 1999  | 2006  | 2009  |
| --------- | ---- | ----- | ----- | ----- | ----- | ----- |
| Populație | 574  | 1.017 | 1.329 | 1.754 | 2.093 | 2.137 |